# چنارسوخته (خواجه‌ای)
چنارسوخته (فیروزآباد)، روستایی از توابع بخش میمند شهرستان فیروزآباد در جنوب غرب شهر شیراز در استان فارس ایران است.
این روستا دارای پیشینه تاریخی زیادی است. این روستا در ۵۰ کیلومتری شهر گور اولین پایتخت پادشاهی ساسانی است. این روستا از توابع دهستان دادنجان کوهمره سرخی می‌باشد. این روستا در دامنه کوه گرم(gorom) از قله‌های بلند رشته کوه زاگرس قرار دارد.
چشمهٔ پرآب سرافیل در کنار روستا می‌جوشد و مزارع برنج و باغهای انار را سیراب می‌کند.
در روستا آثار چندین آسیاب آبی قدیمی هست که از ساروج ساخته شده‌اند.
مردم روستا همگی از طایفهٔ گلکی از ایل فارس زبان کهکی هستند که دارای گویش خاص کهکی هستند.
مردم روستا به دامپروری و کشاورزی و باغداری اشتغال دارند. از جاذبه‌های دیدنی این روستا می‌توان به قلعه حاجی سهره و امامزاده گنجو اشاره کرد. بر بلندای کوه گرم دریاچه فصلی وجود دارد که تا اوایل تابستان آب داشته و گاهی زیستگاه پرندگان مهاجر می‌باشد.

## جمعیت
این روستا در دهستان دادنجان کوهمره سرخی قرار دارد و براساس سرشماری مرکز آمار ایران در سال ۱۳۸۵، جمعیت آن ۱۰۵ نفر (۲۲خانوار) بوده‌است.